# Ademir José Gomes Pereira
Ademir José Gomes Pereira, mais conhecido como Zé Preto (Aimorés, 06 de dezembro de 1973), é deputado estadual eleito pelo estado do Espírito Santo, é filiado ao Progressistas (PP).